# Axel Ingelman-Sundberg
Axel Gustaf Isidor Ingelman-Sundberg, född 22 december 1910 i Uppsala, död 12 oktober 2009 i Djursholm, folkbokförd i Hedvig Eleonora församling, Stockholm, var en svensk läkare och professor. 
Ingelman-Sundberg blev medicine licentiat vid Uppsala universitet 1938, medicine doktor i Stockholm 1947, var docent i obstetrik och gynekologi vid Karolinska institutet 1947–1958 och professor där 1958–1977. Han var överläkare vid kvinnokliniken på Sabbatsbergs sjukhus 1959–1979 (biträdande 1949–1958) och gynekolog på Ersta sjukhus 1983–1988.
Ingelman-Sundberg var ledamot av Medicinal-/Socialstyrelsens vetenskapliga råd 1960–1978, Försvarets sjukvårdsstyrelses vetenskapliga råd 1969–1979, ordförande i Svensk Gynekologisk Förening 1961–1969, president i International Fertility Association 1968–1974, skattmästare  i International Federation of Fertility Societies 1968–1983, vice president i International Federation of Gynecology and Obstetrics 1973–1976, ordförande i dess vetenskapliga kommitté 1976–1979 och president i International Urogynæcological Association 1976–1981.
Ingelman-Sundberg blev medicine hedersprofessor i Montevideo 1962 och var hedersledamot av ett tjugotal in- och utländska urologiska och gynekologiska sammanslutningar. Han publicerade omkring 200 vetenskapliga arbeten inom obstetrik, gynekologi, urogynekologi och endokrinologi. Han var huvudredaktör för "Acta obstetricia et gynecologica Scandinavica" 1970–1977 samt biträdande redaktör för "International Journal of Fertility" och "International Journal of Gynecology & Obstetrics".
Axel Ingelman-Sundberg var brorsdotterson till Magnus Ingelman, från 1946 gift med Mirjam Furuhjelm samt far till författaren Catharina Ingelman-Sundberg, professor Magnus Ingelman-Sundberg och överläkaren Henrik Ingelman-Sundberg.  Han är begraven i en familjegrav på Galärvarvskyrkogården på Djurgården i Stockholm.